# کنیج‌کلا
کنیج‌کلا، روستایی است از توابع بخش مرکزی شهرستان سوادکوه در استان مازندران ایران.

## جمعیت
این روستا در دهستان سرخ‌کلا قرار دارد و براساس سرشماری مرکز آمار ایران در سال ۱۳۸۵، جمعیت آن ۸۶ نفر (۲۶خانوار) بوده‌است. مردم کنیج‌کلا به گویش سوادکوهی که گویشی از زبان مازندرانی است صحبت می‌کنند.